# Іспанська королівська сім'я
Іспанська королівська сім'я (ісп. Familia real española) — група близьких родичів монарха Королівства Іспанія. Складається з короля та королеви Іспанії, батьків короля та дітей королівського подружжя. Представники королівської сім'ї належать до династії Іспанських Бурбонів.

## Титули
Згідно з королівським декретом № 1368/1987 від 12 листопада 1987 року, члени королівської сім'ї Іспанії мають такі титули:
- Король (ісп. el Rey) або Королева (ісп. la Reina) потребують звертання титулуються як Його або Її Величність;
- Дружина короля титулується як Її Величність Королева-консорт;
- Чоловік королеви титулується як Його Королівська Високість Консорт Королеви Іспанії;
- Спадкоємець (спадкоємиця) престолу титулується як Його (Її) Королівська Високість Принц (Принцеса) Астурійський (Астурійська);
- Діти королівського подружжя, окрім спадкоємця престолу, та діти спадкоємця титулуються як Його (Її) Королівська Високість Інфант (Інфанта) Іспанії;
- Діти інфантів та інфант Іспанії не мають титулів, проте мають ранг грандів та титулуються як Його (Її) Екселенція.

Після зречення Хуана Карлоса I, батька чинного монарха Феліпе VI, у 2014 році він та його дружина королева Софія зберегли свої титули Короля та Королеви відповідно.

## Члени

### Члени королівської сім'ї
| Світлина | Ім'я                                                             | Титул                                         | Дата набуття титулу | Примітки                                                                    |
| -------- | ---------------------------------------------------------------- | --------------------------------------------- | ------------------- | --------------------------------------------------------------------------- |
|          | Феліпе VI де Бурбон і Гресія (ісп. Felipe VI de Borbón y Grecia) | Його Величність Король Іспанії                | 19 червня 2014      | [ 4 ]                                                                       |
|          | Летиція Ортіс Рокасолано (ісп. Letizia Ortiz y Rocasolano)       | Її Величність Королева Іспанії                | 19 червня 2014      | [ 5 ]                                                                       |
|          | Леонор де Бурбон і Ортіс (ісп. Leonor de Borbón y Ortiz)         | Її Королівська Високість Принцеса Астурійська | 19 червня 2014      | [ 6 ]                                                                       |
|          | Софія де Бурбон і Ортіс (ісп. Sofía de Borbón y Ortiz)           | Її Королівська Високість інфанта Іспанії      | 29 квітня 2007      | [ 7 ]                                                                       |
|          | Хуан Карлос I (ісп. Juan Carlos I)                               | Його Величність Король                        | 22 листопада 1975   | 2014 року зрікся престолу на користь сина, проте зберіг титул короля        |
|          | Софія Грецька та Ганноверська (ісп. Sofía de Grecia y Dinamarca) | Її Величність Королева                        | 22 листопада 1975   | Після зречення чоловіка, Хуана Карлоса I, як і він, зберегла титул королеви |

### Члени сім'ї короля
- Інфанта Єлена, герцогиня де Луго (нар. 20 грудня 1960, дочка Хуана Карлоса I та королеви Софії) ∞ Хайме де Марічалар (нар. 7 квітня 1963)
  - Феліпе де Марічалар і Бурбон (нар. 17 липня 1998)
  - Вікторія де Марічалар і Бурбон (нар. 9 вересня 2000)
- Інфанта Крістіна (нар. 13 червня 1965, дочка Хуана Карлоса I та королеви Софії, до 15 червня 2015 — герцогиня Пальма-де-Майоркська) ∞Іньякі Урдангарін
  - Хуан Валентин Урдангарін і Бурбон (нар. 20 вересня 1999)
  - Пабло Ніколас Урдангарін і Бурбон (нар. 6 грудня 2000)
  - Міхаель Урдангарін і Бурбон (нар. 30 квітня 2002)
  - Ірен Урдангарін і Бурбон (нар. 5 червня 2005)
- Пілар, герцогиня Бадахоська (нар. 30 липня 1936 — пом. 8 січня 2020, тітка Феліпе VI, сестра Хуана Карлоса I) ∞ Луїс Гомес-Асебо
  - Її Екселенція Донья Симонета
  - Його Екселенція Вісконт де ла Торр
  - Його Екселенція Дон Бруно
  - Його Екселенція Дон Луїс
  - Його Екселенція Дон Фернандо
- Інфанта Маргарита, герцогиня де Сорія (нар. 6 березня 1939, тітка Феліпе VI, сестра Хуана Карлоса I) ∞ Карлос Суріта, герцог де Сорія
  - Його Екселенція Дон Альфонсо
  - Її Екселенція Донья Марія

## Роль

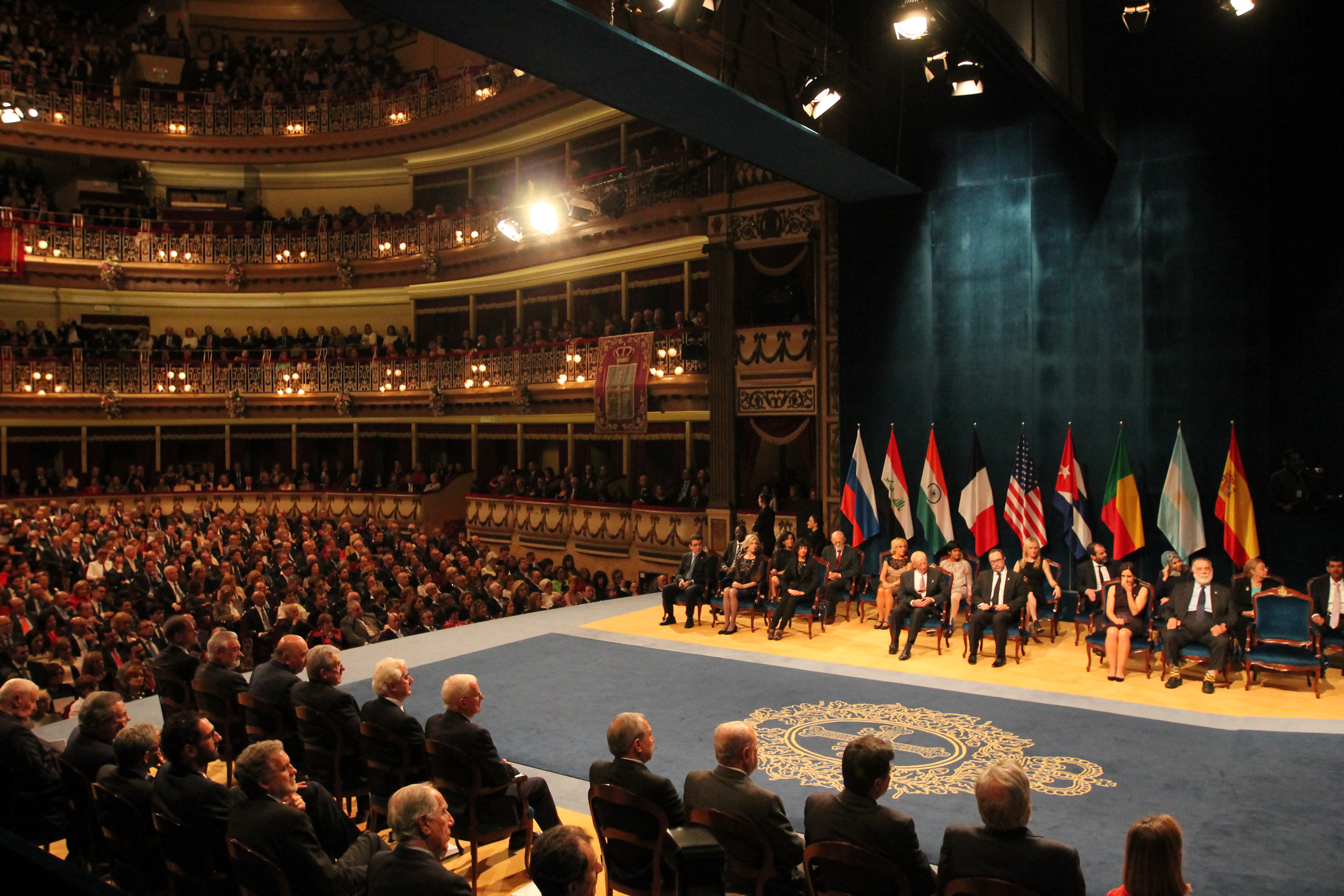
Церемонія нагородження премії принцеси Астурійської, 2015

Згідно зі статтею 62 Конституції Іспанії, король Іспанії:
1. Затверджує та оприлюднює закони.
2. Скликає та розпускає Генеральні кортеси та призначає вибори на умовах, передбачених Конституцією.
3. Оголошує референдум у випадках, передбачених Конституцією.
4. Пропонує кандидата на посаду Голови Уряду та призначає його або звільняє його від посади, як це передбачено Конституцією.
5. Призначає та звільняє членів Уряду за пропозицією Голови уряду Іспанії.
6. Публікує постанови затверджені Кабінетом міністрів про призначення на цивільні та військові посади, почестей та відзнак відповідно до законодавства.
7. Має бути поінформований про державні справи і для цього головувати на засіданнях Кабінету міністрів, коли він вважає за потрібне, на прохання Голови уряду.
8. Верховний головнокомандувач Збройних сил.
9. Має право на помилування відповідно до закону, який не може давати загальних помилувань.
10. Здійснює Високе шефство над Королівськими академіями[8][9].

Конституція Іспанії передбачає статус короля як «батька нації», від якого походить суверенітет Іспанії і який отримує через це владу від народу.
На честь представників королівської родини названо деякі благодійні та культурні організації. Зокрема, принцеса Астурійська є номінальною головою Фонду Принцеси Астурійської, що організовує та проводить нагородження міжнародною премією принцеси Астурійської.